# Șah Șuja
Shah Shuja (n. 1780 - d. 5 aprilie 1842), numit și Shuja Mirza, Shuja al-Mulk a fost șah în Afganistan între anii 1802 - 1810 ca și în timpul Războiului anglo-afgan. Fostul șah Timur Shah Durranis lasă după moartea sa în anul 1793, 23 de fii care au început un război îndelungat pentru succesiunea pe tronul din Afganistan. Printre succesori demni de a fi amintiți sunt Mahmud Shah Durrani, Zaman Shah și Shuja. In anul 1801 are loc o conspirație care eșuează contra lui Zaman Shah care se afla pe tron. Membrii conspirației sunt executați, după care Zaman preia punterea în Kabul. În anul 1803 cucerește Shuia orașul Kabul, iar în anul 1805 eșuează un asediu persan asupra orașului Herat. Domnia lui Shuia se încheie prin preluarea puterii politice de către fratele său Mahmud. Shuia se refugiază la englezi în India unde va trăi timp de 29 de ani. Între anii 1833-34 eșuează prima încercare de a ajunge pe tron. Prin Manifestul de la Shimla (1838) al lordului englez Auckland, va fi detronat Dost Mohammed și repus pe tron Shuia. În primăvara anului 1842 guvernul britanic întreprinde o acțiune de pedepsire a revoltelor afgane și executarea la moarte a lui Shuia ca și repunerea pe tron a lui Dost Mohammed.